# Лапич, Стипе
Сти́пе Ла́пич (хорв. Stipe Lapić; 22 января 1983, Синь, СФРЮ) — хорватский футболист, защитник.

## Карьера

### Клубная
Воспитанник футбольных школ клубов «Главице», «Юнак» из города Синь, сплитского «Хайдука» и нидерландского ПСВ из города Эйндховен. С 2003 года выступал в загребском «Динамо», в составе которого провёл 25 матчей. Летом 2004 года перешёл на правах аренды до конца 2004 года в «Кубань», в составе которой, однако, не закрепился, сыграв лишь один матч за основной состав 10 августа в 1/16 финала Кубка России и 8 матчей за дублирующий состав. В конце года руководство «Кубани» приняло решение не продлевать отношения со Стипе. В 2005 году перешёл в австрийский клуб «Пашинг», в котором играл до лета, проведя за это время 12 матчей. В сентябре того же года перешёл в кишинёвский «Зимбру», с которым заключил двухлетний контракт, став первым в истории хорватом в молдавском футболе. В составе «Зимбру» выступал до лета 2007 года, став за это время, вместе с командой, дважды вице-чемпионом Молдавии и один раз обладателем Кубка страны. Летом 2007 года Лапич отказался продлевать контракт с «Зимбру» из-за разногласий с руководством клуба по его условиям и, кроме этого, из-за невыплаченных премиальных за победу в Кубке. Вернувшись на родину, продолжил карьеру в клубе «Шибеник», в составе которого провёл 26 матчей и забил 1 гол. Летом 2008 года перешёл в «Славен Белупо» из города Копривница. Летом 2009 года перешёл в южнокорейский клуб «Канвон».

### В сборной
Выступал в составе молодёжной сборной Хорватии.

## Достижения
- Серебряный призёр чемпионата Молдавии (2): 2005/06, 2006/07
- Обладатель Кубка Молдавии (1): 2006/07